# Лавров Кирило Юрійович
Кири́ло Ю́рійович Лавро́в (рос. Кири́лл Ю́рьевич Лавро́в; нар. 15 вересня 1925, Ленінград, РРФСР, СРСР — пом. 27 квітня 2007, Санкт-Петербург, Росія) — радянський та російський актор театру і кіно. Народний артист РРФСР (1970). Народний артист СРСР (1972).

## Життєпис
Народився в сім'ї народного артиста СРСР, одного з провідних артистів Київського російського театру імені Лесі Українки Юрія Сергійовича Лаврова і ленінградської актриси, читця Ольги Іванівни Гудим-Левкович. Під час німецько-радянської війни був в евакуації в Кіровськой області і Новосибірську, підлітком працював в радгоспі, токарем на заводі H352 Наркомату боєприпасів.
З 1943 по 1950 рік служив в армії: вчився в Астраханській військово-авіаційній школі механіків, потім п'ять років служив техніком на одному з Курильських островів, обслуговував пікіруючі бомбардувальники «Пе-2». Після демобілізації поступив в трупу київського Театру російської драми імені Лесі Українки.
З 1955 року перейшов в трупу Академічного Великого драматичного театру імені М. Горького. Брав участь в постановках Г. А. Товстоногова «П'ять вечорів», «Лихо з розуму», «Океан», «Міщани», «Ревізор», «Три сестри».
Знімався в головних ролях в кінофільмах «Живі і мертві», «Брати Карамазови», «Приборкання вогню», «Довіра», «Мій ласкавий і ніжний звір», «Майстер і Маргарита». Як режисер спільно з Михайлом Ульяновим зняв другу і третю серії фільму «Брати Карамазови» (першу знімав І. О. Пир'єв, але він помер під час зйомок фільму).
Був удостоєний Ленінської премії за втілення образу Леніна в радянському кінематографі і театрі протягом ряду років (1976—1982).
Після смерті Георгія Товстоногова за рішенням колективу став художнім керівником АБВТ.
Вступив в КПРС в 1946 році. Неодноразово обирався депутатом Верховної Ради СРСР. Народний депутат СРСР (1989—1991) від Союзу театральних діячів СРСР. Очолював Ленінградське відділення Всесоюзного театрального товариства і Союзу театральних діячів СРСР. Президент Міжнародної конфедерації театральних союзів (з 1992 року).
Лауреат Державних премій СРСР і Росії. Герой Соціалістичної Праці. Нагороджений орденом Трудового Червоного Прапора. Лауреат Премії Президента Росії «За внесок у розвиток кіномистецтва» (2000). Лауреат Царськосельської художньої премії (2004).
Почесний громадянин Санкт-Петербурга.
Зібрав велику домашню бібліотеку з історії Росії і Петербурга.
З дитинства захоплювався спортом. Мав 1-й юнацький розряд з гімнастики. Чудово ходив на лижах, прекрасно фехтував. Уболівальник «Зеніту». Багато років був капітаном футбольної команди ВДТ.
Помер 27 квітня 2007 в Санкт-Петербурзі після важкої хвороби.

## Вшанування пам'яті
У січні 2000 року ім'я «Кирило Лавров» привласнено малій планеті 6764, відкритою Кримською обсерваторією 7 жовтня 1981 року.

## Сім'я
Дружина — Миколаєва Валентина Олександрівна. Син — Лавров Сергій Кирилович (1955 р. н.). Дочка — Лаврова Марія Кирилівна (1965 р. н.). Внучка — Семенова Ольга Володимирівна.

## Фільмографія
- 1955 — Максим Перепелиця
- 1955 — Шляхи і долі
- 1955 — Васьок Трубачов і його товариші
- 1956 — Назустріч пісні
- 1956 — Медовий місяць
- 1958 — Дорогою безсмертя
- 1958 — У дні Жовтня
- 1958 — Андрійко
- 1959 — Сварка в Лукашах
- 1960 — Додому
- 1960 — Повість про молодят
- 1960 — Третя, патетична
- 1960 — Дівча, з яким я товаришував
- 1963 — З вечора до полудня
- 1964 — Наречені і ножі
- 1963 — Живі і мертві
- 1965 — Залп «Аврори»
- 1965 — Вірте мені, люди
- 1966 — Довге щасливе життя
- 1967 — Відплата
- 1968 — Нейтральні води
- 1968 — Брати Карамазови
- 1969 — Наші знайомі
- 1970 — Штрихи до портрету В. І. Леніна
- 1970 — Чайковський
- 1970 — Любов Ярова — Швандя
- 1971 — Хід білої королеви
- 1972 — Приборкання вогню — Башкірцев
- 1972 — Міщани
- 1974 — Океан
- 1974 — Ще не вечір
- 1976 — Повість про людське серце
- 1976 — Довіра — Ленин
- 1976 — Звичайний місяць
- 1977 — Зворотний зв'язок
- 1978 — Освідчення в коханні
- 1978 — Мій ласкавий і ніжний звір
- 1978 — Зустрічі
- 1978 — Ярославна, королева Франції (князь Ярослав Мудрий)
- 1979 — Склянка води
- 1979 — Подорож в інше місто
- 1981 — 20 грудня
- 1982 — На Гранатових островах
- 1982 — Ось знову вікно...
- 1982 — Каракуми, 45 у тіні
- 1983 — З життя начальника карного розшуку
- 1983 — Побачення з молодістю
- 1983 — Магістраль
- 1983 — Відлуння далекого вибуху
- 1984 — Преферанс по п'ятницях
- 1984 — Кольє Шарлотти
- 1984 — Три відсотка ризику
- 1985 — Таємна прогулянка
- 1985 — З ювілеєм зачекаємо
- 1986 — Червона стріла — Кропотов
- 1988 — Заборонена зона
- 1988 — Хліб — іменник
- 1989 — Благородний розбійник Володимир Дубровський
- 1991 — Шкура
- 1991 — Породження пекла
- 1997 — Шизофренія
- 1998 — Гірко!
- 2000 — Ніжний вік
- 2000 — Забійна сила (серіал)
- 2000 — Бандитський Петербург. Фільм 1. Барон (серіал; Юрій Міхєєв, «Барон»)
- 2001 — Вулиці розбитих ліхтарів
- 2005 — Майстер і Маргарита (серіал; Понтій Пілат)

## Сценографія
- Директор
- Вороги
- Обрив
- Шостий поверх
- Коли квітне акація
- У пошуках радості
- П'ять вечорів
- Океан
- Горе від розуму
- Три сестри
- Піднята цілина
- Міщани
- Дядько Ваня
- На дні
- Макбет
- Підступність і любов
- Ревізор
- Любов під в'язами
- Останні
- Борис Годунов
- Перед заходом сонця